# Sverre Jordan
Sverre Jordan (ur. 25 maja 1889 w Bergen, zm. 10 stycznia 1972 tamże) – norweski kompozytor, pianista i dyrygent.

## Życiorys
W latach 1917–1921 odbył studia muzyczne w Berlinie, gdzie do jego nauczycieli należeli José Vianna da Motta, Conrad Ansorge, Wilhelm Klatte i Bruno Gortatowski. Koncertował jako pianista w Norwegii, Danii i Niemczech. Brał czynny udział w życiu kulturalnym rodzinnego Bergen, w latach 1917–1931 pisał krytyki muzyczne do „Morgenaviesen”. Od 1922 do 1932 roku prowadził chór Harmonien. W latach 1931–1957 był dyrygentem głównego teatru w Bergen, Den Nasjonale Scene. Został odznaczony Krzyżem Kawalerskim Orderu Świętego Olafa.
Muzyka Jordana osadzona jest w tradycji romantycznej, z widocznymi nawiązaniami do twórczości Edvarda Griega. W swoich utworach kompozytor wykorzystywał na szeroką skalę norweskie melodie ludowe. Opublikował pracę Edvard Grieg. En oversikt over hans liv og verker (Bergen 1954).

## Wybrane kompozycje
(na podstawie materiałów źródłowych).

### Utwory orkiestrowe
- Suite i gammel stil (1911)
- Norvegiani (1921)
- Suite over norske folketoner (1937)
- Holbergsilhouetter (1938)
- Fest-ouvertyre (1941)
- Ouvertyre til et romantisk lystspill av Shakespeare (1942)
- Koncert fortepianowy (1945)
- Koncert wiolonczelowy (1947)
- Norsk rapsodi (1950)
- Norsk suite (1951)
- Valse-intermezzi (1953)
- Concerto romantico na róg i orkiestrę (1957)
- 3 nattlige scener (1958)
- Festspill-åpning (1959)
- Serenada na smyczki (1960)
- Legende (1962)
- Concerto piccolo na fortepian i orkiestrę (1963)
- Koncert skrzypcowy (1966)

### Utwory kameralne
- 2 tria fortepianowe (I 1958, II 1963)
- 2 sonaty na skrzypce i fortepian (I 1917, II 1943)
- Sonatina na flet i fortepian (1955)

### Utwory wokalno-instrumentalne
- Smeden na baryton, chór i orkiestrę (1924)

### Melodramaty
- Feberdigte (1917)
- Kongen (1957)